# 朱凱婷
朱凱婷（英語：Heidi Chu Hoi Ting；1977年8月17日—），香港女藝人、電視節目主持人、演員，現為無綫電視經理人合約女藝員。

## 背景
朱凱婷畢業於德望學校預科。其後在1999年畢業於香港中文大學主修市場學。她於2001年參加競選香港小姐，獲得季軍及國際親善小姐獎項，後於中文大學修讀企業傳訊碩士，於2006年畢業，2007年出版第一本書籍《致富王道──8個投資金律》（與鄧聲興合著，藍天圖書出版，ISBN 9789628980123）。
朱凱婷現時為無綫電視經理人合約藝員，曾經於多部電視劇中飾演配角；同時由於她能夠操流利的日語，也曾在電視劇中出演日本人的角色。現時正在向司儀及主持人的方向發展，她在2004年至2005年間主持無綫電視節目《香港直播》及節目中的財經時段；與此同時，曾經主持新城財經台節目《股壇IN壹PAIR》及香港電台的訪問節目《論盡精彩人》、《晨光第一線》，近幾年朱凱婷更為TVB主持香港大型煙花匯演及香港升旗儀式。
朱凱婷現為主持香港賽馬會盃賽賽事頒獎典禮司儀之一。

## 個人生活
朱凱婷是一名左撇子，她2010年與拍拖5年的飛機師男友Dickens結婚，並於2011年12月13日剖腹誕下六磅十二安士的女兒Sheryl。女兒在小學生涯選讀國際學校；朱凱婷經常親身陪女兒參加不同興趣班，包括豎琴、瑜珈等，希望幫助她發掘興趣。

## 作品

### 節目主持
- 2004年至2005年：香港直播
- 2004年至2014年：沙田龍舟競渡
- 2006年：更上一層樓
- 2007年：天賜良源
- 2007年：生活放送
- 2008年：創富坊
- 2008年：北京奧運直擊
- 2008年：京奧最精彩
- 2011年：渣打銀行-理想投資話我知
- 2012年至今：東張西望
- 2017年：玩轉香港日與夜
- 2019年：一帶一路多精彩
- 2020年：萬千星輝頒獎典禮王者駕到
- 2020年：金鼠迎春接萬福
- 2021年：咁大件事點解冇人講
- 2021年：尋土覓地
- 2021年：禁毒全接觸
- 2021年：明星運動會
- 2021年：全港小學中國歷史文化常識問答比賽
- 2023年：你想無煙香港
- 2023年：福佑香江同心邁向2024
- 2024巴黎奧運

### 賀歲、香港回歸煙花和國慶煙花主持
- 2004年至2015年、2019年香港賀歲煙花匯演
- 香港特別行政區成立15、20周年紀念煙花匯演
- 2023年：國慶煙花耀香江

### 電視劇
- 2003年：富豪海灣非凡情緣飾Carrie前度男子妻子
- 2004年：皆大歡喜飾調查員、女演員
- 2004年：花樣中年飾Jenny
- 2004年：天涯俠醫飾木村醫生
- 2005年：情迷黑森林飾Sonia
- 2005年：酒店風雲飾Heidi
- 2005年：本草藥王飾皇后
- 2006年：女人唔易做飾和田（中村御用化妝師，第15集）
- 2007年：同事三分親飾田在雲
- 2010年：女王辦公室飾日本花農
- 2010年：囧探查過界飾尤心美
- 2012年：愛·回家(第一輯)飾Grace
- 2013年：衝上雲霄II飾李秀慧（Amanda）
- 2014年：點金勝手飾戴太
- 2015年：四個女仔三個BAR飾Tracy
- 2017年：與諜同謀飾許明珠
- 2017年：燦爛的外母飾竇璞玉
- 2019年：白色強人飾John妻
- 2019年：牛下女高音飾婦科醫生
- 2019年：多功能老婆飾Winnie
- 2021年：大步走飾翁美玉
- 2021年：寶寶大過天飾校長
- 2021年：七公主飾Queenie
- 2021年：星空下的仁醫飾馬祖賢
- 2022年：雙生陌生人飾女高層
- 2022年：回歸光影頌:我的驕傲飾女司儀
- 2022年：回歸飾機艙事務長
- 2022年：凶宅清潔師飾尹月平前妻
- 2022年：美麗戰場飾Heidi
- 2022年：下流上車族飾鍾晞嵐
- 2022年：法證先鋒V飾麥博士
- 2024年：逆天奇案2飾孔美盈
- 2025年：愛·回家之開心速遞飾高一彤之母
- 2025年：刑偵12飾法官

## 外部連結
- 朱凱婷TVB微博
- 朱凱婷fb（页面存档备份，存于）
- 朱凱婷的Instagram帳戶

| 前任： 劉嘉慧 | 香港小姐競選季軍 2001年 | 繼任： 胡家惠 |

| 前任： 劉慧蘊 | 香港小姐競選友誼小姐 2001年 | 繼任： 林敏俐 |